# جورج كورتلين
جورج فيكتور مارسيل موانو (25 يونيو 1858 - 25 يونيو 1929) (بالفرنسية: Georges Victor Marcel Moinaux)‏ كاتب مسرحي وروائي فرنسي.
يغلب على كتاباته الطابع الهجائي.

## روابط خارجية
- جورج كورتلين على موقع أرشيف الشارخ.
- جورج كورتلين على موقع IMDb (الإنجليزية)
- جورج كورتلين على موقع الموسوعة البريطانية (الإنجليزية)
- جورج كورتلين على موقع قاعدة بيانات برودواي على الإنترنت (الإنجليزية)
- جورج كورتلين على موقع ديسكوغز (الإنجليزية)
- جورج كورتلين على موقع قاعدة بيانات الفيلم (الإنجليزية)